# سفارة نيجيريا في واشنطن العاصمة
سفارة نيجيريا في واشنطن العاصمة هي البعثة الدبلوماسية لجمهورية نيجيريا الفيدرالية لدى الولايات المتحدة.
تقع قصتها على قمة تل في 3519 المحكمة الدولية أن دبليو في حي كليفلاند بارك بواشنطن العاصمة.
السفير النيجيري هناك هو سيلفانوس أديويري نسوفور.

## بناء
صمم المهندسون المعماريون، بقيادة روبرت كفيل من شالوم بارانيس أسوشيتس، المبنى لتمثيل الحياة في قرية نيجيرية. يتميز بمباني فردية مبنية حول فناء مركزي، أسفل سقف مشترك.
جنبا إلى جنب مع سفارتي جمهورية الصين الشعبية وماليزيا، وهي واحدة من أكبر المباني في المنطقة الدبلوماسية الطريق الدولي، مع حوالي 100,000 قدم مربع (9,300 م2) من الفضاء.
بدأ العمل في سفارة جديدة في أواخر الثمانينيات، لكن عدم الاستقرار السياسي في نيجيريا أدى إلى تأخير العمل الجاد لنحو عقد من الزمن. تمت الموافقة على البناء من قبل اللجنة الوطنية لتخطيط رأس المال في 4 مارس 1999، وتم الانتهاء من البناء في أوائل عام 2002. تم تكليفه رسميًا في 5 مايو 2003 من قبل نائب الرئيس النيجيري أتيكو أبو بكر.
منحت جامعة واشنطن في المعهد الأمريكي للمهندسين المعماريين الجائزة لعام 2002 لتميزها في الهندسة المعمارية، وظهرت على غلاف إصدار الشتاء 2003 من مجلتهم، العاصمة.

## أحداث
في عام 2011، كان هناك احتجاج على بيافرا.

## معرض صور

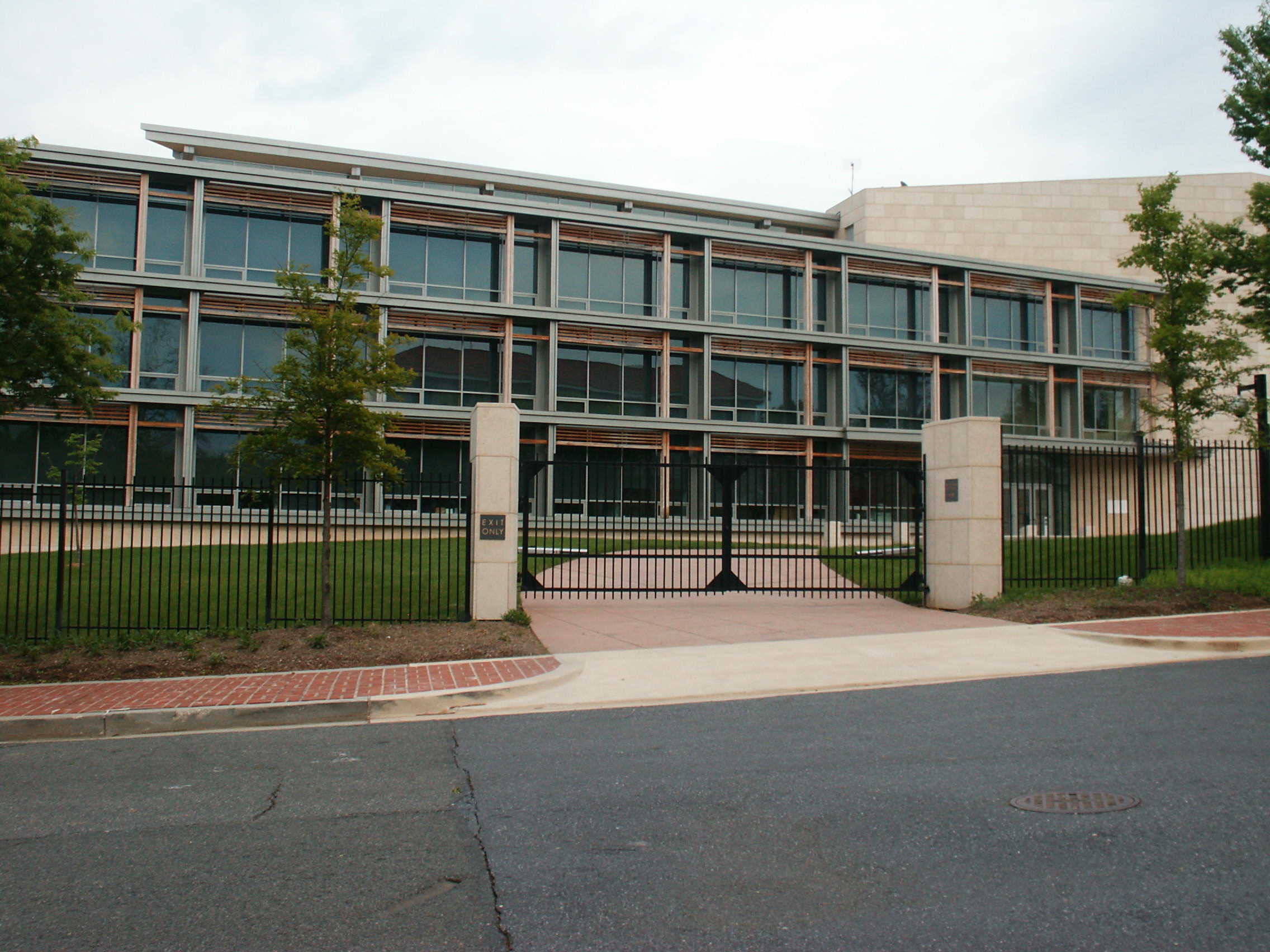
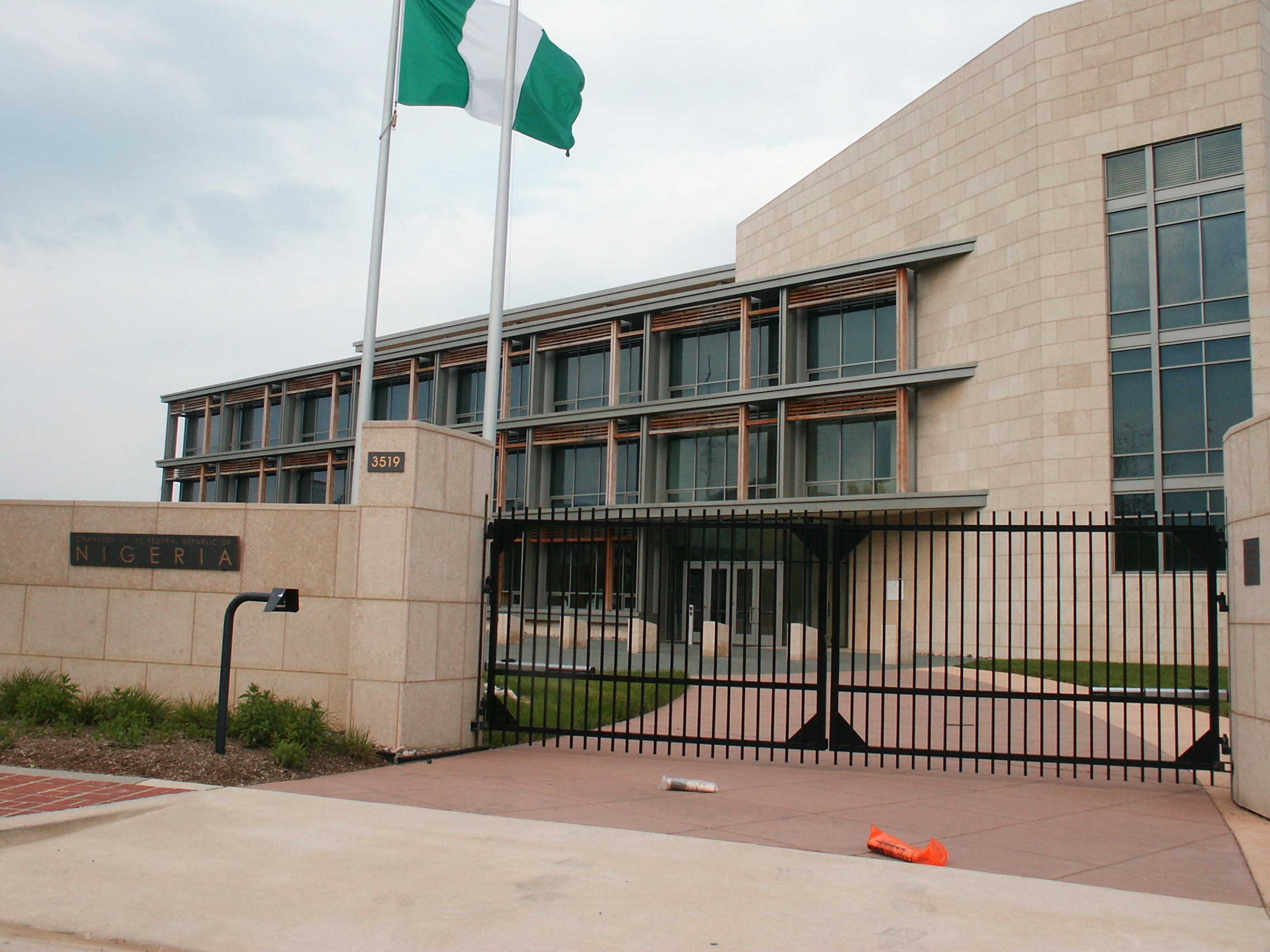
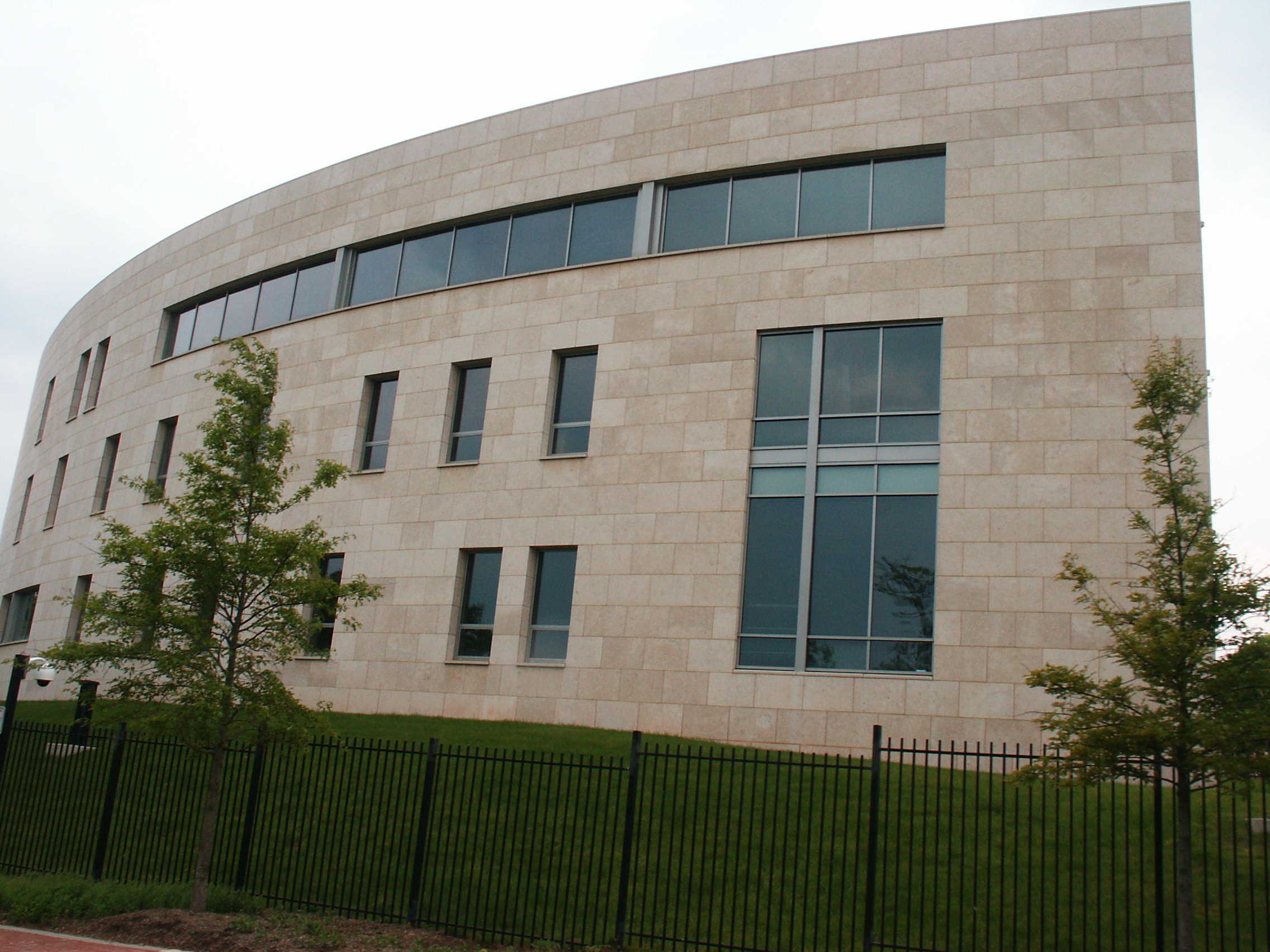

## روابط خارجية
- سفارة نيجيريا، واشنطن الموقع الرسمي
- ويكيمابيا